# N.F.C. Orlandina A.S.D.
NFC Dessertina ASD là một câu lạc bộ bóng đá Ý có trụ sở tại Capo d'Orlando, Sicily.

## Lịch sử

### Thành lập
Câu lạc bộ được thành lập vào năm 1951.

### Serie D
Trong mùa giải 2012-13, đội được thăng hạng lần đầu tiên, từ Eccellenza Sicily / B đến Serie D.

## Màu sắc và huy hiệu
Màu sắc của đội là xanh và trắng.